# Cordulecerus elegans
Cordulecerus elegans är en insektsart som beskrevs av Van der Weele 1909. Cordulecerus elegans ingår i släktet Cordulecerus och familjen fjärilsländor. Inga underarter finns listade i Catalogue of Life.